# Vráchos
Vráchos är en ort i Grekland.   Den ligger i prefekturen Nomós Prevézis och regionen Epirus, i den västra delen av landet, 300 km väster om huvudstaden Aten. Vráchos ligger 278 meter över havet och antalet invånare är 178.
Terrängen runt Vráchos är huvudsakligen kuperad, men söderut är den platt. Havet är nära Vráchos åt sydväst. Runt Vráchos är det ganska glesbefolkat, med 30 invånare per kvadratkilometer. Närmaste större samhälle är Kanaláki, 8,1 km norr om Vráchos. 